# 권형
권형(權詗, 1541~1605)은 증좌승지(贈左承旨) 권침(權琛)의 아들이다. 본관은 안동이다.
1558년 무렵에 목청전참봉(穆淸殿參奉), 연은전참봉(延恩殿參奉), 사옹원봉사(司饔院奉事)를 지냈다. 이어 한성부참군(漢城府參軍), 통례원인의(通禮院引儀), 공조좌랑, 형조정랑을 지내고 옥천군수가 되었다.
1599년에 별시문과에 응시하여 병과로 급제하였다. 정4품 사헌부 장령(掌令), 세자시강원 필선(弼善)을 거쳐 종3품 예빈시부정(禮賓寺副正)을 지내고 관직에서 물러났다. 죽은 후 도승지에 추증되었다.

## 인적 관계
- 권침 : 부
- 권의 : 조부
- 권수량 : 증조부
- 권유 : 고조부